# ロヒール・ブロックランド

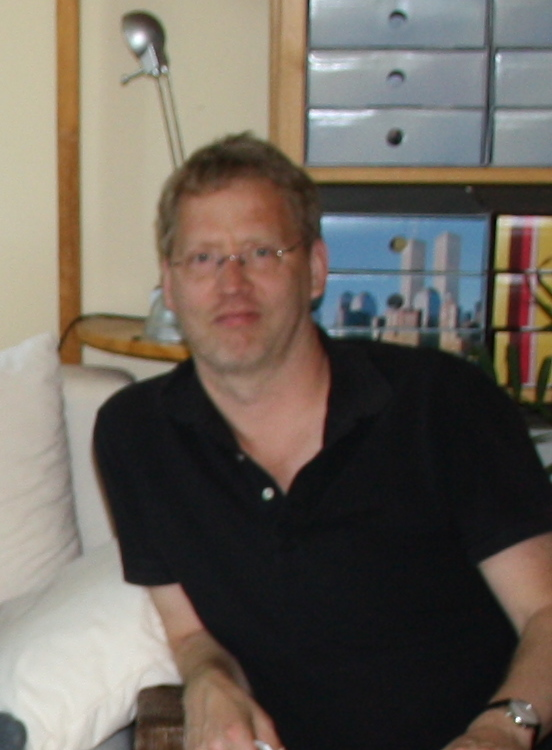
ロヒール・ブロックランド

ロヒール・フィリップ・チャールズ・エドワルド・ブロックランド（Rogier Philip Charles Eduard Blokland、1971年2月16日 – ）は、オランダ出身の言語学者、スウェーデン・ウプサラ大学のフィン・ウゴル語の教授。

## 来歴
フローニンゲン大学に進学し1997年に修士号、2005年にコルネリウス・ハッセルブラット教授のもとで博士号を取得。研究の後エストニアのタリン大学及びタルトゥ大学、エルンスト·モーリッツ·アルント大学グライフスヴァルト、フンボルト大学ベルリン等、さまざまな大学で講師・客員教員・研究員として活動。
2005年から2006年までフローニンゲンにてフィン・ウゴル語及び文化の教授代理（教授コルネリウス・ハッセルブラット）、2009年から2010年までフィン・ウゴル語族研究とウラル語族研究（故ユージン・ヘリムスキの席）の教授代理としてハンブルク大学にて活動。 2011年にルートヴィヒ・マクシミリアン大学ミュンヘンにてフィン・ウゴル語族研究助教授（教授エレナ・スクリブニク）に就任。 
2014年10月1日付けでラーシュ·グンナル·ラーションの後を継いでウプサラ大学・現代言語学科フィン・ウゴル語の教授に就任。 
ブロックランドの主な研究分野はバルト・フィン諸語、ペルム諸語（ウドムルト語・コミ語）とサーミ語。消滅危機言語の記録・保存及び言語接触に高い関心を持っている。

## 主な著作
単行書
- 2009年『The Russian loanwords in literary Estonian』Wiesbaden

編著
- 2007年『Language and Identity in the Finno-Ugric World』Cornelius Hasselblatt共著 Maastricht
- 2002年 『Finno-Ugrians and Indo-Europeans: Linguistic and Literary Contacts』Cornelius Hasselblatt共著 Maastricht

論文
- 2015年『 Negation in South Saami』 Nobufumi Inaba共著　Miestamo, Matti & Tamm, Anne & Wagner-Nagy, Beáta (eds.) 2015. Negation in Uralic Languages. Typological Studies in Language 108, s. 377-398. John Benjamins Publishing Company, Amsterdam / Philadelphia.

- 2012年 『Borrowed pronouns: evidence from Uralic』Finnisch-ugrische Mitteilungen 35: 1–35.
- 2011年 『Komi-Saami-Russian contacts on the Kola Peninsula』Michael Rießler共著  Cornelius Hasselblatt・Peter Houtzagers・Remco van Pareren編 Language Contact in Times of Globalization,  Amsterdam & New York. 5–26
- 2010年 『Vene mõju eesti keeles』Petar Kehayov共著  Ilona Tragel編 Keele rajad. Pühendusteos professor Helle Metslangi 60. sünnipäevaks,  Tartu. 35–54
- 2003年 『The endangered Uralic languages』Cornelius Hasselblatt共著 Mark Janse・Sijmen Tol編 Language Death and Language Maintenance. Theoretical, practical and descriptive approaches, Amsterdam. 107–141
- 2002年 『Phonotactics and Estonian etymology』Rogier Blokland・Cornelius Hasselblatt編 Finno-Ugrians and Indo-Europeans. Linguistic and Literary Contacts, Maastricht. 46–50.
- 2000年 『Allative, genitive and partitive. On the dative in Old Finnish.』Nobufumi Inaba共著  Congressus Nonus Internationalis Fenno-Ugristarum IV. Tartu. 421–431